# Cattedrale di Oppido Mamertina
La cattedrale di Santa Maria Assunta è il principale luogo di culto cattolico di Oppido Mamertina, sede episcopale della diocesi di Oppido Mamertina-Palmi. È ubicata nel centro cittadino e prospetta sulla piazza Duomo. È tra gli edifici sacri più grandi della Calabria e con i suoi 33 metri primeggia su tutti in altezza. Il campanile (non ancora del tutto completato), costruito su progetto dell'ingegnere Pasquale Epifanio auspice il vescovo mons. Domenico Crusco che, nel settembre del 1997, pose la prima pietra. Il campanile è alto 50,10 metri.
La cattedrale fu ricostruita su progetto di Ettore Baldanza, in stile neoclassico, dopo il devastante terremoto del 1908. La parte più antica è la cappella del Santissimo Sacramento, risalente alla prima metà dell'800, che resistette integra ai movimenti tellurici del 1894 e del 1908.

## Storia

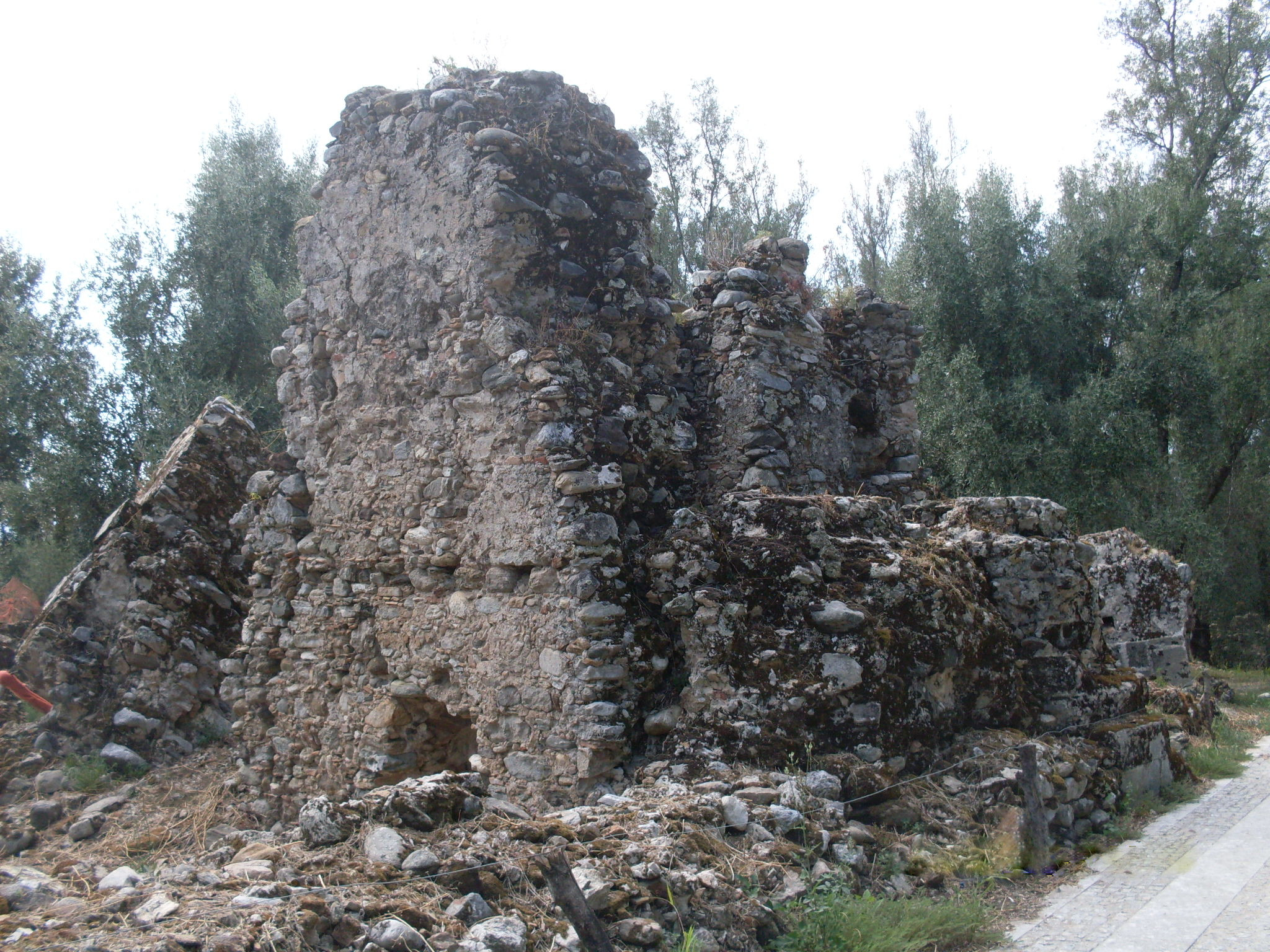
Città medievale, ruderi del campanile della cattedrale

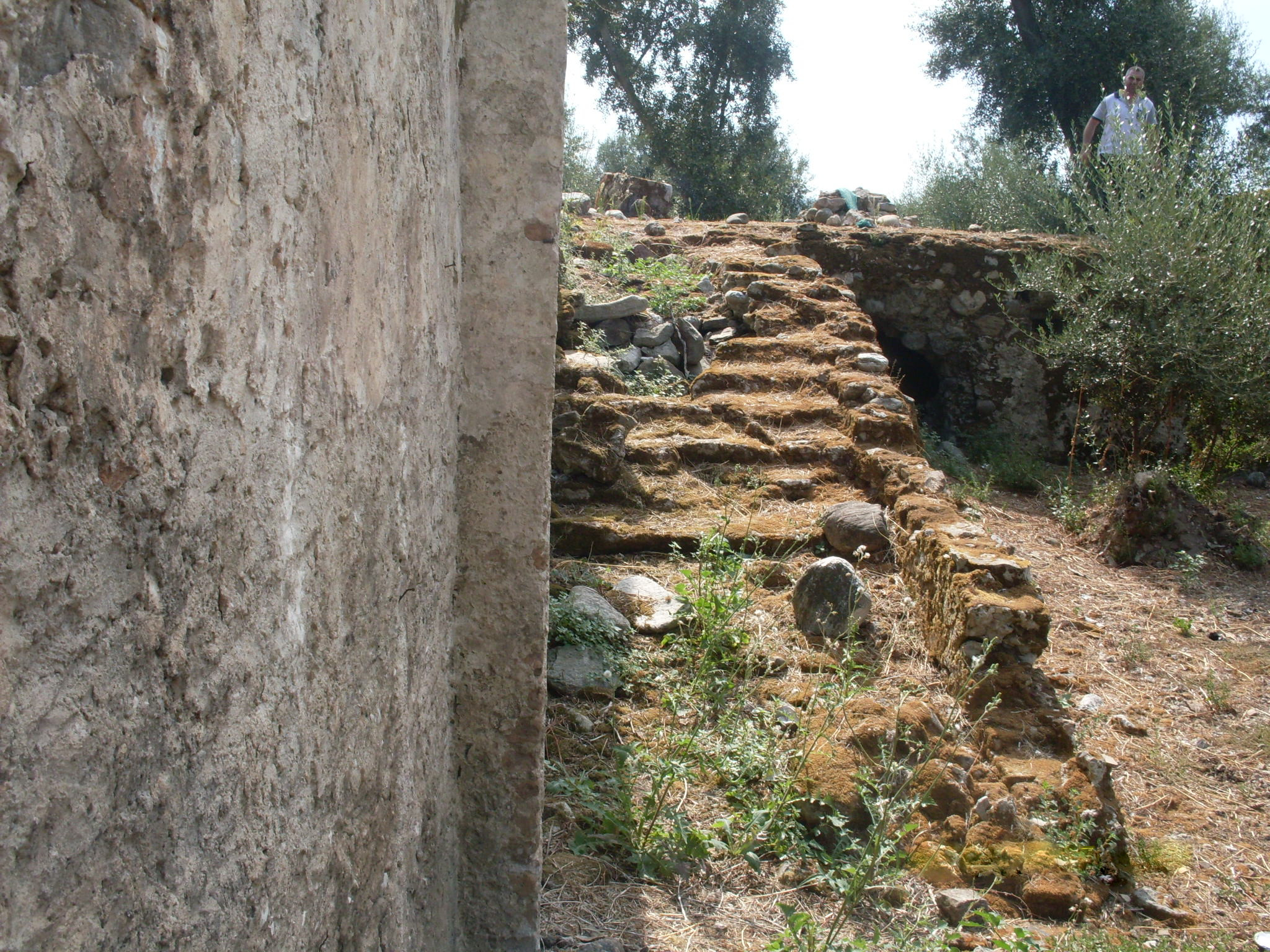
Ruderi della scala interna della cattedrale

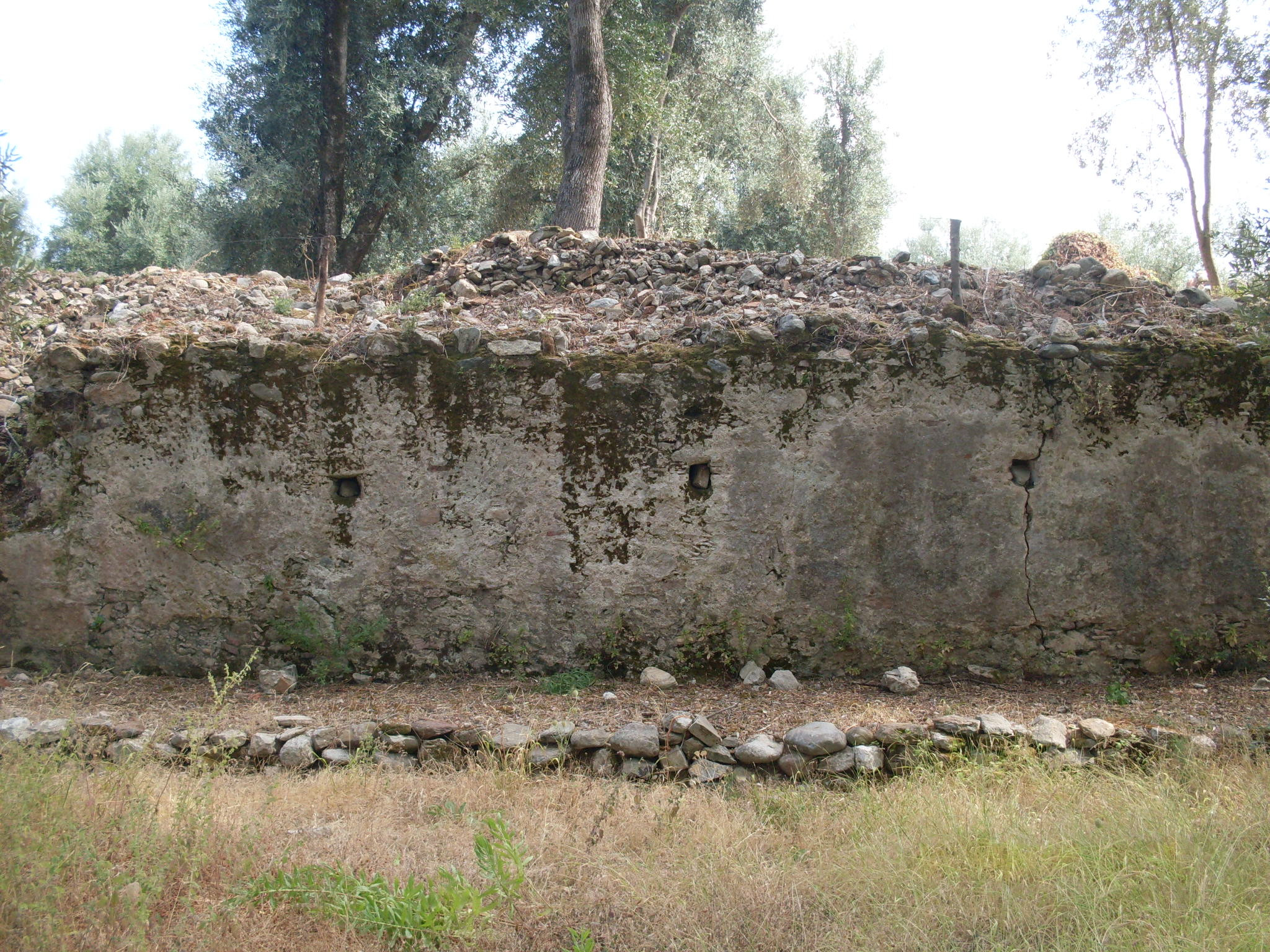
Muro perimetrale fianco nord

Le origini della cattedrale di Oppido sono, ovviamente, parallele a quelle della diocesi. Le prime notizie risalgono all'anno 1045, come testimoniano le pergamene greche tradotte dal Guillou, quando alcuni cittadini fecero donazione di immobili al vescovo; per cui si presume, evidentemente, che la nascita della diocesi e quindi della cattedrale sia avvenuta prima di quell'anno.
Ad Avignone, nell'anno 1351, l'arcivescovo di Reggio Pietro ottenne, da papa Clemente VI, il permesso di concedere un'indulgenza di quaranta giorni in occasione di alcune feste, al fine di raccogliere elemosine elargite dai fedeli ed utili alla ristrutturazione della cattedrale di Oppido all'epoca consacrata alla "Gran Madre di Dio" (Θεοτόκος) e il responsabile era il protopapa (molti atti della cattedrale, infatti, sono sottoscritti da tale Nicola protopapa di Sicilia). Ancora oggi l'arciprete di Santa Cristina d'Aspromonte, nella stessa diocesi, si fregia del titolo di protopapa, probabilmente retaggio del periodo bizantino.
Il titolo di arciprete della cattedrale, nella persona di tale Girolamo d'Alessio, emerge con chiarezza nell'anno 1536 e nella scala gerarchica occupava il quinto posto, come emerge esplicitamente nell'anno 1648. Il vescovo Andrea Canuto nella relatio nel 1596 dice chiaramente che la cattedrale di Oppido aveva un suo capitolo e ne faceva parte un arciprete, segnala poi alla Santa Sede, che la chiesa, di antica costruzione e consacrata a nuovo culto, era stata, per suo volere, ristrutturata ed abbellita (è evidente che parlando di nuovo culto nella suddetta relatio ad Limina, il vescovo Canuto abbia inteso riferirsi all'abolizione del rito greco avvenuta nel 1482). In una relatio di mons. Montano del 1634 emerge che, anteriormente a tele anno, all'arciprete veniva affidata anche la cura della parrocchia di San Nicola de medio, che veniva unita in perpetuo all'arcipretura. Si spiega così il perché la Cattedrale sin da tempi remoti è stata sede di una parrocchia e l'arciprete parroco della stessa.
Nel 1607 il vescovo Giulio Ruffo, in una relatio, dichiarava che la sua cattedrale appariva ampia e bellissima, ma lamentava la penuria di testi sacri, vasi e suppellettili.
Da alcuni documenti del 1634 affiora che la Cattedrale era intitolata alla Beata Vergine Annunziata dall'Angelo; in verità, la cattedrale era ed è intitolata all'Assunta anche se col tempo quest'ultima aveva perso il fervore popolare a favore dell'Annunziata attuale Patrona della città di Oppido Mamertina e di tutta la diocesi.
Nell'anno 1655 da altra relatio si appura che la cattedrale era stata consacrata poco tempo prima dal vescovo Montano che l'aveva dotata di campane più grandi e nel 1666, durante l'episcopato di mons. Parisio, la stessa veniva definita assai ragguardevole per la sua grandiosità.
Il vescovo Fili poi, tra la fine del XVII secolo e gli inizi del XVIII, provvedette ad effettuare ulteriori manutenzioni nella chiesa, anche se da Lui definita decenter ornata; provvedette infatti ad illeggiadrire le cappelle dell'Annunciazione e di San Sebastiano con archi di marmo, fece spostare l'organo in luogo più ampio ed arricchì la porta maggiore con lastre in marmo. Dispose poi che il Sacro Sinassario venisse spostato nella Cappella dell'Annunciazione e l'immagine della veneratissima Madonna Annunziata fu collocata nell'altare maggiore, quest'ultimo impreziosito con 4 grandi colonne di marmo composte con mosaico, per dare più larga comodità ai numerosi fedeli che si riunivano in preghiera davanti alla sacra effigie. Arricchì le dotazioni della cattedrale con 6 candelabri con impressa l'immagine del Crocefisso, le tavole del Vangelo, dei Giudici e di San Giovanni fuse in argento, 6 calici e 2 lampade anch'esse in argento.
Altri capitoli si aprirono per la cattedrale negli anni a venire con i vescovi Perrimezzi, Vita, Mandarani, ognuno dei quali, quasi a non voler essere da meno rispetto al predecessore, si prodigò per dare il via a nuove opere ed ulteriori manufatti, fino all'ultimo vescovo della vecchia Oppido mons. Spedaliere, che si disse morto di crepacuore per la distruzione della città e quindi della cattedrale a causa del tremendo terremoto del 1783.

### Scavi archeologici

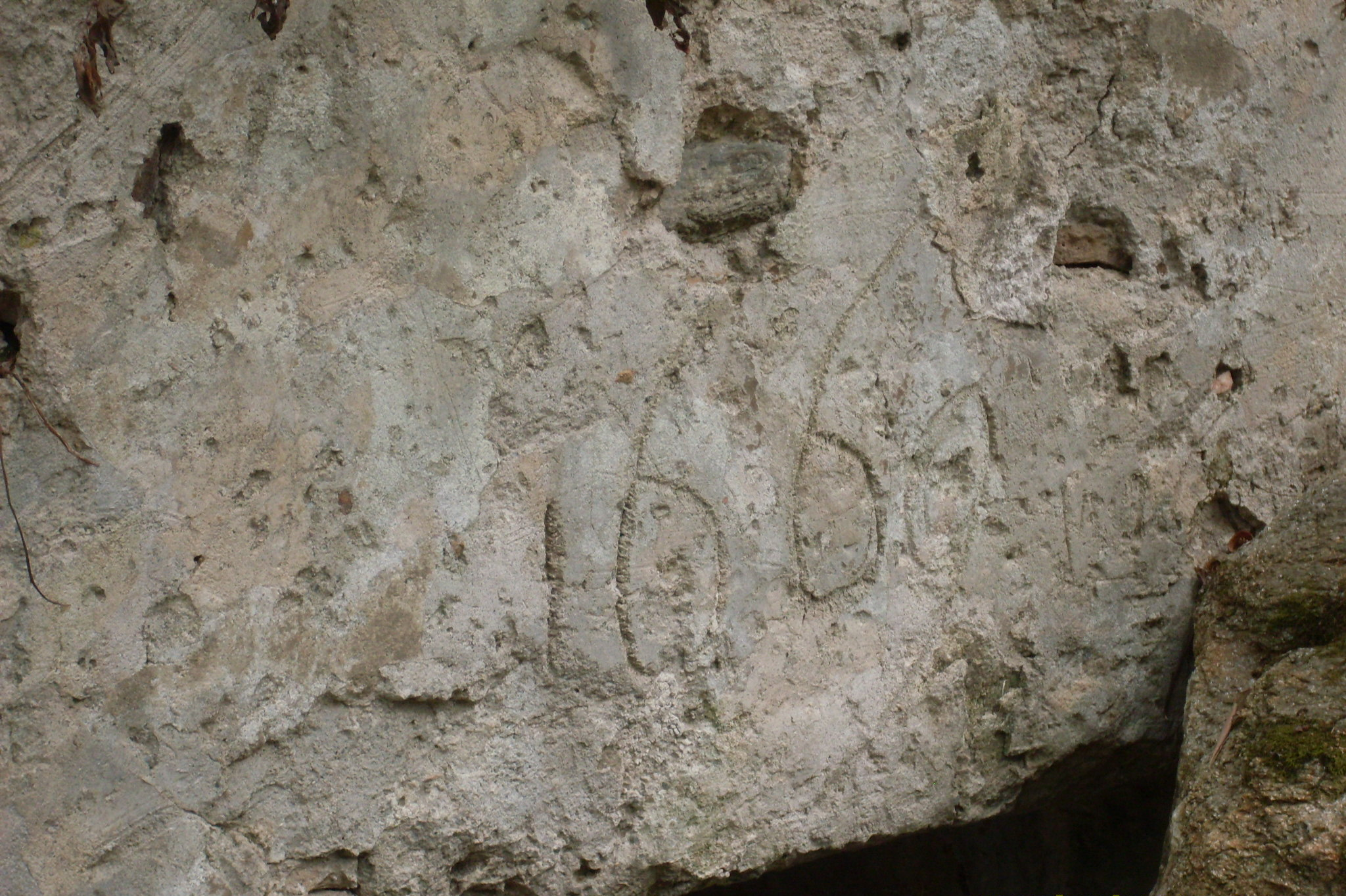
1669,data rifacimento intonaco

Nel 1996 studiosi dell'Università della Calabria hanno eseguito degli scavi sul sito dell'antica cattedrale. Tali scavi hanno permesso di individuare la sua posizione esatta, posizione confermata dalla pianta prospettica della città realizzata dal Pacichelli. L'ingresso si trova al di là della strada principale, sulla quale invece ricadono i ruderi del campanile, e vi si accede per due rampe che portavano ad un porticato dentro il quale una scalinata introduceva alla chiesa. Sul muro sottostante ancora oggi è visibile la data 1669, sicuramente quella di un rifacimento dell'intonaco del manufatto. Entrando a sinistra vi era un grande fonte battesimale, di cui è rimasta la base. Sul fondo troneggiava l'altare maggiore, dai cui resti si evince una certa grandiosità. Ai lati sono presenti i ruderi di due altari, sotto uno dei quali è emersa una lastra con l'iscrizione a ricordare che durante l'episcopato di Mons. Vita si erano riunite le spoglie di alcuni canonici prima variamente sistemate. In due sepolcri sottostanti a quello di sinistra sono stati ritrovati ossa, rosari ed altro materiale. In alcuni punti della chiesa sono stati ritrovati gradini di marmo e tratti di pavimento con piastrelle in maiolica.
Nel 2001 un saggio di scavo in una porzione del presbiterio dell'attuale cattedrale ha permesso di portare alla luce la suggestiva cripta dove riposano i resti mortali dei vescovi Francesco Maria Coppola (morto a Oppido nel 1851) e Giuseppe Teta (morto a Napoli nel 1875).

### La cattedrale della nuova Oppido

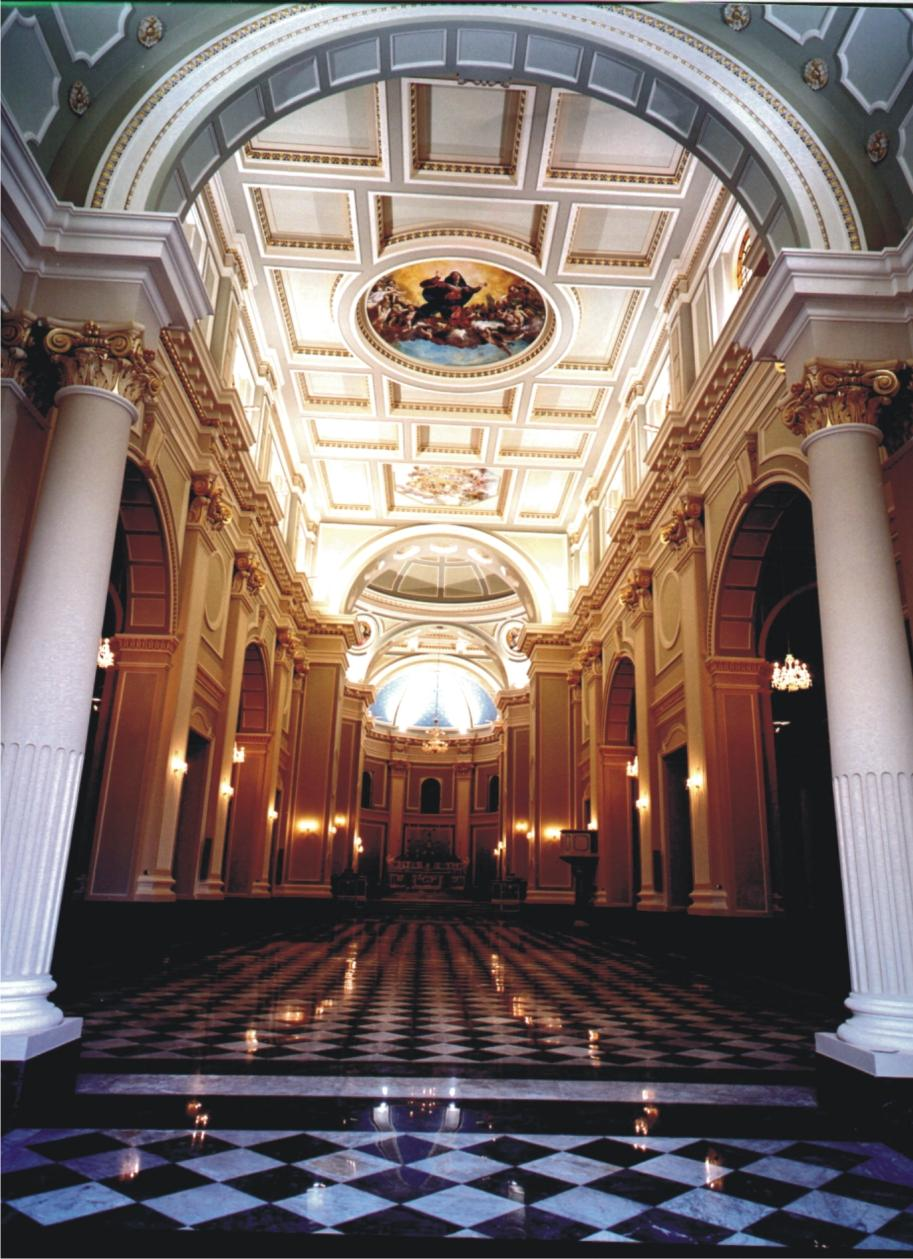
Interno Cattedrale di Oppido Mamertina

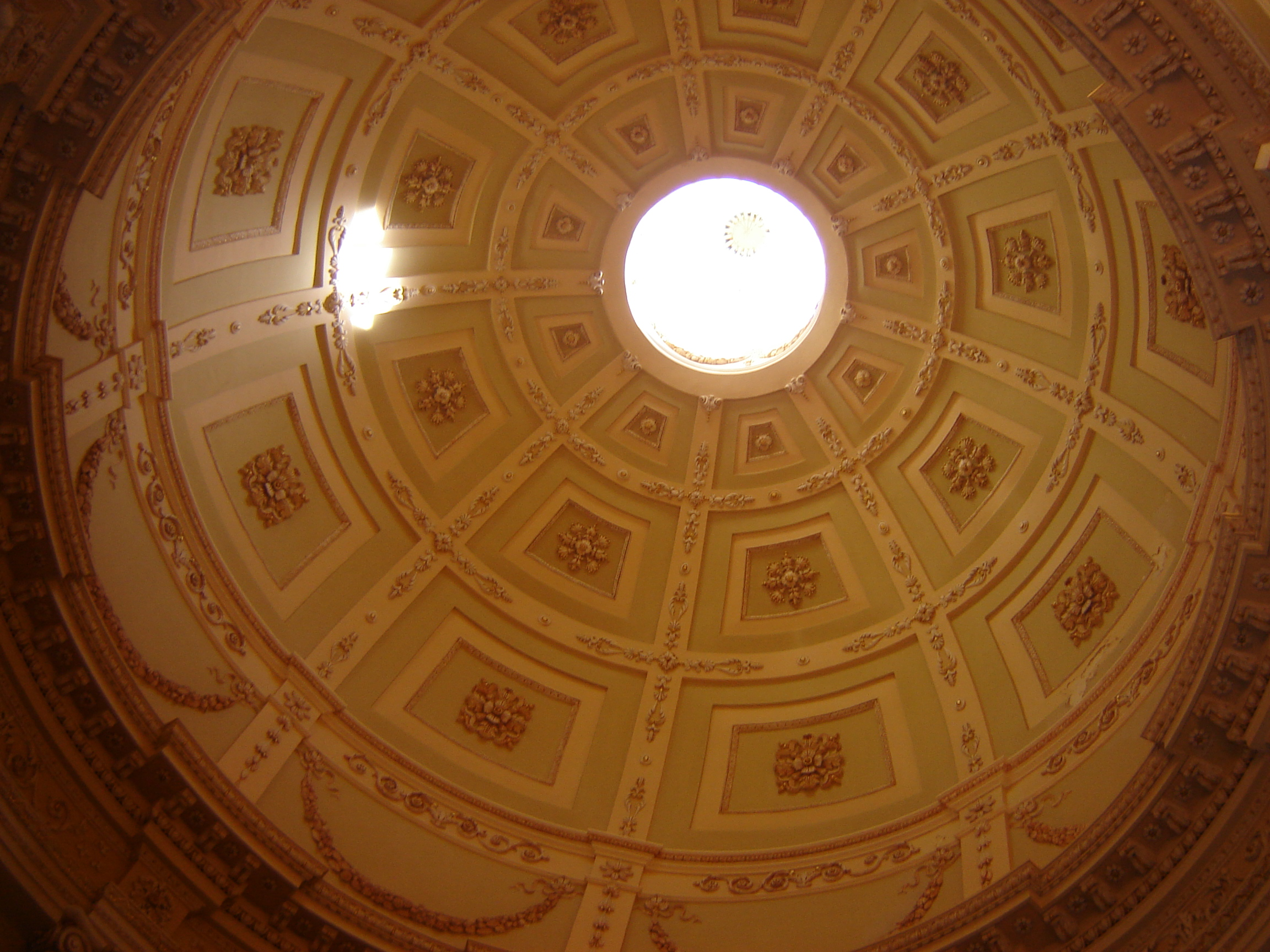
Cupola Cappella SS. Sacramento

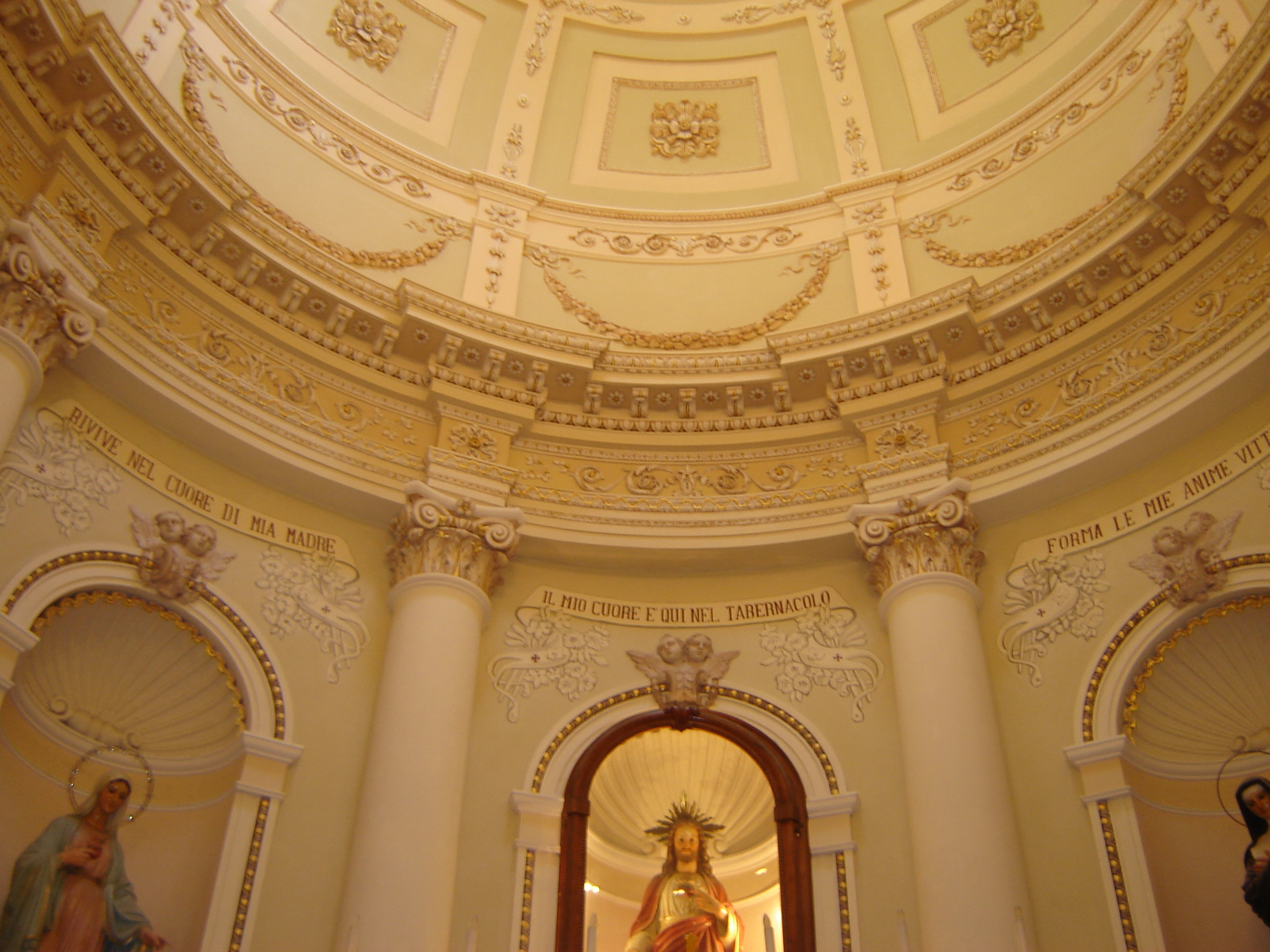
Particolare, Cappella SS. Sacramento

Caduta in rovina per il disastroso terremoto del 5 febbraio 1783, e vista l'impossibilità di ricostruirla sullo stesso sito, Oppido fu riedificata a pochi chilometri, nella località Tuba che è oggi, insieme a Zurgonadio e Tresilico, il quartiere più antico della città.
Le funzioni religiose venivano ufficiate, dal nuovo vescovo di Oppido mons. Tommasini, in una cattedrale baracca e il primo edificio in muratura con funzione di cattedrale sorse, per volere dello stesso vescovo, nel luogo dove ora c'è la chiesa Abbazia.
La prima vera cattedrale venne innalzata mercé l'impegno profuso dal solerte vescovo Francesco Maria Coppola, che la consacrò il 23 giugno 1844. I lavori iniziarono per volere del vescovo nel 1825 e dopo quasi 4 lustri la cattedrale venne alla luce anche se incompleta e mons. Coppola poté celebrare la prima messa nell'unica cappella portata a termine.
Negli anni successivi il tenace vescovo completò e rifinì la cattedrale, come emerge dalla relatio nel 1851, dove ribadisce le misure della principale chiesa diocesana (237 palmi di lunghezza interna (circa 62 metri) e 100 palmi di larghezza interna (circa 26 metri) e divisa in 3 navate. Sotto la grande cupola si aprivano altre due cappelle, che misuravano entrambe 160 palmi (circa 40 metri) e munite di altare ornato con colonne di marmo. Altre due cappelle erano poi sistemate ai lati della chiesa. La volta interna era alta 80 palmi (circa 22 metri) e abbellita con tavole di abete, pitture e sacre immagini. Nel presbiterio vi era il coro in noce con la sedia più alta per il vescovo e non mancava il trono pontificio. In chiesa si accedeva da una rampa acciottolata e per un ampio porticato che suppergiù occupava l'area dell'odierno sagrato (per cui la lunghezza esterna della cattedrale, presumibilmente, era prossima agli 80 metri) e ai lati si elevavano due torri campanarie.
Mons. Coppola morì nel dicembre 1851, queste le parole pronunziate dal vicario Grillo in occasione dell'orazione funebre:
(Funebre Elogio dell'Illustriss. e Reverendiss. Monsignore Francesco M. Coppola Vescovo di Oppido scritto dall'Arcidiacono Giuseppe M. Grillo dottor d'ambe le leggi e Sacra Teologia e Pro-Vicario Generale, Reggio Cal. 1855.)
Nel 1848, sempre il Grillo, in un articolo per l'Enciclopedia dell'Ecclesiastico, scrisse:
(M. Grillo, Memoria sulla Chiesa Vescovile di Oppido in Calabria Ultra Prima, Estr. dall'Enciclopedia dell'Ecclesiastico, Napoli 1848.)
Il terremoto del 1894, abbatté le due torri campanarie e provocò seri danni all'intera struttura, che fu poi consolidata e ristrutturata con lavori che si protrassero ben oltre il 1900. Nel dicembre del 1908 un terribile sisma abbatté l'imponente struttura voluta dal Coppola, si salvò soltanto la Cappella del SS. Sacramento, ancor oggi esistente.
Molte parti della chiesa che minacciavano il crollo furono abbattute dai soldati del genio e in particolare furono rimossi il portico, la facciata principale, la grande cupola centrale, e l'aula capitolare.

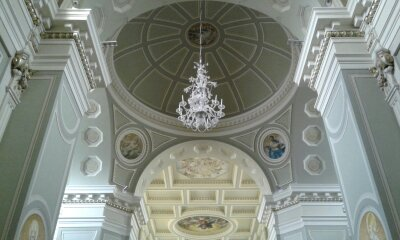
Cupola

L'attuale cattedrale sorge sulle rovine della precedente e fu inaugurata nel 1935, alla cerimonia parteciparono, tra gli altri, l'arcivescovo di Reggio e già arciprete della cattedrale di Oppido mons. Pujia ed i vescovi di Gerace, mons. Chiappe, di Tropea, mons. Cribellati e di Mileto, mons. Albéra oltre naturalmente al vescovo di Oppido mons. Colangelo.

## Descrizione
L'interno, a croce latina, si presenta maestoso, in una soffusa luminosità non troppo abbagliante come nelle cattedrali barocche, né troppo cupa, come in quelle gotiche. Presenta un impianto a tre navate divise da imponenti colonne. Il soffitto della navata centrale è costruito a cassettoni e nel grande rosone centrale è raffigurata l'Assunzione di Maria in cielo e schiere di angeli osannanti alla Vergine in altri riquadri.
Al centro del transetto, intorno alla cupola centrale, si possono ammirare i quattro evangelisti e, su due pilastri della stessa, i dipinti di San Pietro e San Paolo che guardano verso la platea, Sant'Agostino e San Basilio rivolti sul presbiterio. In quest'ultimo sono presenti artistici stalli lavorati in legno ove sono posti due stemmi, uno di papa Pio XII e l'altro di Nicola Canino vescovo, la grande mensa interamente lavorata in marmo e nella profondità del presbiterio l'imponente altare maggiore in marmo policromo. Dalla balaustra della cantoria si affaccia l'organo con le sue oltre 2.500 canne. Ospita, tra l'altro, una statua della Madonna in marmo del XVI secolo, opera del Gagini; un'antica statua in legno di Sant'Anna seduta con la Madonna bambina, autore sconosciuto; nella sua cappella, abbellita con rosoni, stucchi in oro 23 ct e dipinti che raffigurano i misteri gaudiosi, è posta la statua in legno della Madonna Annunziata, opera del 1841, di Arcangelo Testa.
In fondo alla navata destra è posta l'artistica Cappella del Santissimo Sacramento, di forma circolare, con una serie di dieci colonne che sorreggono un cornicione ornato con motivi floreali in gesso decorati in oro 23 carati e rosoni, e la cupola, anch'essa ornata con festoni in gesso e rosoni, che culmina in un lucernario. Intorno alla cappella, in apposite nicchie e su basamenti in gesso sono riposte le statue di San Francesco di Paola, Sant'Antonio da Padova, Santa Margherita Maria Alacoque, il Cuore Immacolato di Maria, San Pietro e San Giovanni Evangelista, al centro domina la statua del Cuore di Gesù.
Sulla navata sinistra è posto un crocefisso del 1807, opera di Francesco De Lorenzo di Varapodio; un Battistero, finemente scolpito in marmo, del 1860; un sarcofago in marmo, che custodisce la statua del Cristo morto e sopra di esso la statua dell'Addolorata, un grande tabernacolo per gli oli santi. La Cappella dell'Immacolata, dove è posta una statua in legno sopra l'Altare in marmo, La Cappella Stipo, che ospita un maestoso armadio in legno, interamente scolpito a mano, ove si custodisce il grandioso Trono della Vergine Annunziata.
La cattedrale custodisce un Ecce Homo scolpito in legno, posseduto da San Carlo Borromeo, donato al patrimonio artistico della cattedrale dal vescovo Cesonio (1609-1629) e le spoglie mortali dei vescovi: Francesco Maria Coppola, Giuseppe Teta e Santo Bergamo.

## Titoli
- Cattedrale diocesana.
- Santuario diocesano. Il 15 agosto 2013 monsignor Francesco Milito vescovo della diocesi di Oppido Mamertina-Palmi ha conferito alla cattedrale il titolo di Santuario Mariano in onore di Maria Santissima Annunziata, patrona della città di Oppido Mamertina e della diocesi.[20] Il vescovo ha dedicato una preghiera di ringraziamento alla Vergine e ha fatto dono di una teca di cristallo contenente una rosa d'oro e un proiettile disarmato; questo uno stralcio della Sua invocazione:[21]

Inoltre, la cattedrale è stata elevata a chiesa giubilare della diocesi di Oppido Mamertina-Palmi in occasione del Giubileo straordinario della misericordia del 2016 e del Giubileo ordinario del 2025.

## Piazza Duomo
La cattedrale si affaccia su piazza Duomo, che copre una superficie attuale di circa 10.000 m². Originariamente si suppone fosse a croce latina, caratteristica persa agli inizi dell'Ottocento causa la costruzione nel lato nord-est del grande palazzo voluto dalla famiglia Grillo. Al sagrato della cattedrale si accede da una grande gradinata sotto la quale è posta una suggestiva rosa dei venti. Nel lato sud-ovest, collocata al centro di quattro tigli, fa mostra di sé una caratteristica fontana in ghisa dei primi del Novecento. Sono presenti 4 grandi aiuole ed i busti del senatore Rocco De Zerbi e dello scultore Salvatore Albano, quest'ultimo è un suo autoritratto. La piazza è circondata da palazzi nobiliari sette-ottocenteschi e dal palazzo Vescovile. Degno di nota è il portale seicentesco di palazzo Princi proveniente da Oppido Vecchia.